# Перше товариство під'їзних залізних шляхів
Перше товариство під'їзних залізнх шляхів — акціонепне товариство, засноване у 1892 році, що займалося побудовою та обслугованням вузькоколійних залізниць в різних краях Російської імперії (в сучасних Україні, Білорусі, та країнах Балтії).
Первинний капитал товариства — 2 млн. руб.
Залізниці, що підпорядковувалися товариству: 

1) Свенцянський під'їзний шлях (Новосвенцяни — Постави — Березвеч); 

2) Пернів-Ревельський під'їзний шлях (Пернів — Валк, з гілкою на Ревель й Тамсаль); 

3) Південні під'їзні шляхи (Житомир — Ольвіополь, з гілками на Вінницю, Рудницю та Бершадь, Семки).
Товариство займало перше місце за протяжністю колій серед приватних підприємств, що займалися під'їзними та вузькоколійними залізницями.
На прикінці IXX ст. товариство відкрило чотири вузькоколійні лінії довжиною в 328 версти, і будувалося ще три, довжиною 390 верст.